# Oku-noto no Aenokoto
L'Oku-noto no Aenokoto (奥能登のあえのこと) est un rituel transmis de génération en génération par les agriculteurs de la péninsule de Noto, dans la préfecture d'Ishikawa, au Japon.
Cette cérémonie est unique parmi les rituels de récolte en Asie, parce que le maître de la maison invite le dieu de la rizière pour venir à l'intérieur de la maison. Les gens se comportent comme si l'esprit invisible est présent dans la maison. Le kami invité est censé être un ancêtre de la famille.
En décembre, l'agriculteur prépare un repas et appelle l'esprit de la rizière par le bruit du pilonnage des gâteaux de riz (mochi). En habit de cérémonie, il accueille son hôte avec une lanterne. L'agriculteur laisse l'esprit se reposer dans une chambre, lui prépare un bain et offre un repas de riz, de haricots et de poissons. L'esprit a une mauvaise vue et, par conséquent, l'hôte doit bien décrire le repas pendant qu'il le sert.
Un rituel semblable prend place pour les semis de février.
Il existe plusieurs variantes de cette cérémonie.
L'UNESCO a inscrit le rituel en 2009 sur la Liste représentative du patrimoine culturel immatériel de l'humanité.